# Cordillera Occidental (Peru)
Die Cordillera Occidental (deutsche Bezeichnung: Westkordillere) ist die westliche Kette des Anden-Hochgebirges und erstreckt sich von Kolumbien im Norden über Ecuador und Peru bis in die Grenzregionen von Bolivien und Chile im Süden.

## Lage
Der peruanische Abschnitt der Cordillera Occidental zieht sich über eine Strecke von etwa 1750 Kilometern entlang der Pazifikküste des Landes, von der Region Piura an der Grenze zu Ecuador bis zur Region Tacna im Dreiländereck Peru-Bolivien-Chile. Nach Westen zu fällt die Kordillere steil zur Landschaftszone der Costa ab, nach Osten hin schließt sich die Zentral- und die Ostkordillere an, letztere geht nach Osten hin in die Selvas der Regenwaldregion über.

## Gliederung
Von Nord nach Süd gliedert sich die peruanische Cordillera Occidental vor allem in die folgenden Abschnitte:
| Name                   | Länge  | geogr. Breite  | geogr. Länge   | Höchster Gipfel            |
| ---------------------- | ------ | -------------- | -------------- | -------------------------- |
| Cordillera Blanca      | 200 km | 8°08'–9°58'S   | 77°00'–77°52'W | Huascarán (6768 m)         |
| Cordillera Huallanca   | 19 km  | 9°52'–10°03'S  | 76°58'–77°04'W | Nevado El Burro (5408 m)   |
| Cordillera Negra       | 180 km | 8°40'–10°33'S  | 77°10'–78°16'W | Pico Rocarre (5187 m)      |
| Cordillera Huayhuash   | 26 km  | 10°11'–10°26'S | 76°50'–77°00'W | Yerupajá (6617 m)          |
| Cordillera Raura       | 20 km  | 10°21'–10°31'S | 76°41'–76°50'W | Nevado Santa Rosa (5706 m) |
| Cordillera La Viuda    | 70 km  | 11°03'–11°35'S | 76°07'–76°42'W | Rajuntay (5477 m)          |
| Cordillera Central     | 120 km | 11°37'–12°36'S | 75°30'–76°18'W | Nevado Cotoni (5897 m)     |
| Cordillera de Chonta   | 85 km  | 12°37'–13°07'S | 75°00'–75°30'W | Nevado Palomo (5305 m)     |
| Cordillera Huanzo      | 120 km | 14°30'–15°01'S | 72°50'–73°15'W | Chancoaña (5494 m)         |
| Cordillera Chila       | 80 km  | 15°02'–15°26'S | 71°43'–72°37'W | Chila (5655 m)             |
| Cordillera Ampato      | 140 km | 15°24'–15°51'S | 71°51'–73°00'W | Coropuna (6426 m)          |
| Cordillera Volcánica   | 50 km  | 16°07'–16°33'S | 71°12'–71°33'W | Chachani (6057 m)          |
| Cordillera del Barroso | 110 km | 16°51'–17°37'S | 69°45'–70°30'W | Tutupaca (5815 m)          |